# 선도산성모
선도성모(仙桃聖母) 또는 서술산성모(西述聖母)는 한국 신화에서 선도산의 성모로, 《삼국유사》에 신라의 시조 혁거세 거서간의 생모로 전해져 내려온다. 다른 이름으로 선도산성모(仙桃山聖母) 또는 사소부인(娑蘇夫人) 등으로도 불린다. 서술(西述)은 이름인 사소(娑蘇)의 다른 표기이다.
점필재 김종직은 사소부인이 지리산 산신과 동일인이라 보기도 했다.
오늘날 내려오는 한국 고유의 선가 사상 仙思想, 선도(仙道)의 계맥을 잇고자 한 사람들은 선도는 백두산에서 9700년전 천기도인으로부터 수많은 조사를 통해 내려왔다고 한다. 다만 복원된 것이므로 옛 선도에 대한 지극한 존중의 의미로 다른 선자를 쓰고 있다.

## 생애
《삼국유사》를 쓴 일연은 혁거세 거서간이 하늘에서 강림하였다고 기록하였다. 사로국 6부 촌장들이 임금을 세우는 회의를 하던 중 하늘에서 백마가 운반해온 큰 알에서 혁거세 거서간이 나왔다는 내용으로 서술하였다. 그러나 일연은 이 이야기 옆에 작은 글씨로 주석을 단다. 서술자가 말하기를 “서술성모(西述聖母)가 혁거세 거서간을 낳았다”는 내용을 별첨하였다. 여기서 서술성모는 선도성모와 같은 여신이다. 선도산의 다른 이름이 서술산이기 때문이다.
《삼국유사》에 의하면 본래 제실(帝室)의 딸로, 이름이 사소(娑蘇)였는데, 신선술을 얻어 해동에 와서 오랫동안 돌아가지 않았다. 사소부인의 출신지는 정확하게 전하지는 않으나 그녀가 정착하였다는 형산이란 서형산(西兄山), 선도산(仙桃山)이라고도 부르는 산으로, 부여 황실의 딸인 파소가 혁거세 거서간 어머니로 진한 사로국 지역에 정착하였다 한다.
경주 국립공원 (서악지구) 서악동에는 '성모사 유허비'가 전해온다. 신모가 처음 "진한에 와서 성자를 낳아 동국 최초의 왕이 되니, 그가 바로 박혁거세와 알영의 이성이었다."는 것이다.
고려 정화년간(1111~1117)에 송나라에 갔던 김부식이 우신관이란 곳에 갔더니 여인상이 봉안되어 있었다.  당시 고려에 왔던 송나라 사신 왕양도 성모를 제사지내면서 "신현조방지", 즉 '어진 사람을 낳아 나라를 세웠다'는 글을 남겼다.
서정주의 시 「꽃밭의 독백(獨白)」은 사소부인을 소재로 한 작품이다.

## 지리산 성모설
점필재 김종직은 사소부인이 지리산의 산신인 지리산 성모와 동일인물이라고도 봤다. 점필재 김종직의 유두유록에는 지리산 천왕봉에 올랐다가 내려올 때의 일을 기록해 두었다.
성모묘에 들어가 성모에게 잔을 올렸다. 천지가 맑게 개어 산천이 활짝 열린 것을 사례하였다.
점필재는 이를 석가모니의 어머니 마야부인이라는 설, 박혁거세의 어머니인 선도성모, 왕건의 어머니 위숙왕후설 등이 있다고 밝힌다. 점필재는 그 중 선도성모설이 유력하다 하였다.

## 선도산 사찰 중수 설화
삼국유사의 권5, 6에는 선도산 성모가 선도산에 법당을 중수하려는 지혜라는 여자 불교승려의 꿈에 나타나 불전에 쓰라고 금 10근을 시주했다는 전설도 전한다.
선도성모가 불교 행사를 좋아하다. 진평왕 시대에 지혜라는 여승이 있어, 어진 행실이 많았고 안흥사에 거주했다. 이에 지혜가 새로 불전을 수축하고자 하였으나 힘이 부족하여 못하더니, 꿈에 한 선녀가 아름다운 자태로 머리를 보옥으로 꾸미고 와서 말하기를, "나는 선도산의 신모이다. 네가 불전을 수리하고자 하니, 기꺼이 금 10근을 시주하여 돕고자 한다." 하였다.

仙桃聖母隨喜佛事 眞平王朝 有比丘尼名智惠 多賢行 住安興寺 擬新修佛殿而力未也 夢一女仙風儀婥約 珠翠飾鬟 來慰曰 我是仙桃山神母也 喜汝欲修佛殿 願施金十斤以助之— 삼국유사 권5, 6 선도성모수희불사

## 가계
- 부군 : 옛 번조선의 장군(무사)

- - 장자 : 혁거세 거서간(赫(爀)居世 居西干, 69~4, 재위:57~4)
  - 며느리 : 알영부인(閼英夫人,  53~4)
    - 손자 : 남해 차차웅(南解次次雄, 50~24, 재위:4~24)
    - 손녀 : 아로공주(阿老公主)

## 같이 보기
- 선도성모 설화
- 해부루
- 박혁거세 거서간
- 유화